# Stazione di Salisbury
La stazione di Salisbury è la principale stazione ferroviaria di Salisbury, nella contea inglese del Wiltshire. La stazione sorge lungo la tratta in comune tra la ferrovia Bristol-Southampton la ferrovia Basingstoke-Exeter.